# Московский наблюдатель
«Московский наблюдатель» — историко-литературный журнал, издавался в Москве с 1835 по 1839 годы.

## История журнала
Выходил 2 раза в месяц. Первым редактором журнала был В. П. Андросов — учёный статистик и политикоэконом. Ведущим литературным критиком журнала был С. П. Шевырёв. Главные сотрудники журнала — А. С. Хомяков, И. В. Киреевский, В. Ф. Одоевский, Е. А. Баратынский.
Московский наблюдатель выступал с позиции славянофильства. Журнал критиковал «торговое» направление литературы, в частности издание «Библиотека для чтения». В 1836 году В. Г. Белинский опубликовал в журнале «Телескоп» статью «О критике и литературных мнениях „Московского наблюдателя“», которая послужила поводом для жаркой полемики между «Телескопом» и «Московским наблюдателем».
Журнал не пользовался большим успехом у читателей. В 1838 году «Московский наблюдатель» приобрёл типограф Н. С. Степанов, после чего журнал сменил свою направленность. Неофициальным редактором журнала стал В. Г. Белинский, который привлёк к участию молодых литераторов из кружка Н. В. Станкевича. По словам А. Н. Пыпина, «Московский наблюдатель» стал «одним из лучших журналов по цельности характера, по достоинству литературного отдела и, наконец, по критике».
Был введён отдел «иностранной библиографии» для ознакомления публики главным образом с немецкой и английской литературой. Отдел стихотворений дал массу выдающихся произведений А. В. Кольцова, И. Т. Калашникова, В. Красова, Полежаева и других. Переводились преимущественно Гёте, Шиллер, Гейне, Шекспир, Гофман, Тик, Ж. П. Рихтер. По отделу музыки деятельным сотрудником журнала был В. П. Боткин; в том же отделе была помещена известная статья о музыке Серебрянского, друга Кольцова. Душою журнала был сам Белинский. Ему принадлежит масса критических статей; почти исключительно им одним составлялась литературная хроника. В первой книжке, вышедшей под редакцией Белинского, были помещены, между прочим, «Гимназические речи Гегеля», с предисловием к ним переводчика Бакунина. Это предисловие может служить программой обновлённого журнала; в нём были высказаны общие философские мировоззрения первого периода деятельности Белинского.